# 厚颌鲂
厚颌鲂（学名：Megalobrama pellegrini）为輻鰭魚綱鯉形目鲤科鲂属的鱼类，俗名三角鲂、三角鳊，被IUCN列為易危保育類動物，分布于中国长江干流、嘉陵江、岷江、沱江、金沙江、渠江、涪江和青衣江等，體長可達49公分，體重可達2.6公斤，棲息在河川底中層水域，生活習性不明。该物种的模式产地在四川。